# Drink doch eine met
Drink doch eine met (Trink doch einen mit) ist ein Karnevalslied von Fred Hoock. Das Stück mit kölschem Text wurde 1971 als B-Seite der zweiten Single der Kölner Mundartgruppe Bläck Fööss veröffentlicht. 1979 erreichte das Lied in den deutschen Charts Platz 79.

## Text
Das Lied thematisiert das Bedürfnis nach Gemeinschaft und die Einbeziehung einsamer Menschen am Beispiel eines alten Mannes. Er steht an der Tür einer Kneipe und zählt sein Geld, das nicht ausreicht, um ein Getränk zu kaufen. Dies wird in den ersten beiden Strophen beschrieben, wobei den Mann zunächst niemand wahrnimmt. Schließlich kommt einer der Gäste zu ihm, reicht ihm ein Bier und lädt ihn ein, mitzutrinken: „Drink doch eine met“ („Trink doch einen mit“).
Der Refrain, erstmals nach der zweiten Strophe eingesetzt, besteht aus der einladenden Anrede an den alten Mann: Er möge einen mittrinken, sich nicht so anstellen, er stehe hier die ganze Zeit herum. Auch wenn er kein Geld habe, sei das egal, er solle mittrinken und sich nicht darum kümmern.
Die dritte Strophe weitet den Blick auf andere Personen, die alleine zu Hause sitzen und gerne einmal wieder lachen würden. Dabei warten sie heimlich nur darauf, dass jemand sie anspricht und zum Mittrinken auffordert. Das Stück schließt mit dem Refrain.

## Hintergrund
Der Titel Drink doch eine met ist eine kölsche Version eines Liedes, das Fred Hoock 1968 für die Band Stowaways geschrieben hatte, die in derselben Formation wie die späteren Bläck Fööss mit Beatnummern auftrat. Der Song wurde zunächst als Mach doch bei uns mit für den Kinderfunk des WDR aufgenommen und dann 1971 in der kölschen Version bei BASF (Cornet) als B-Seite von Mir drinken us einer Fläsch (Wir trinken aus einer Flasche) auf der zweiten Single der Gruppe veröffentlicht und ein großer Erfolg. Das Stück belegte 1979 in den deutschen Charts Platz 79.
Harry Fuchs schrieb dazu:

„In Deutschland vermengte die Gruppe Bläck Fööss erstmals 1971 im Karnevalslied Drink doch eine met einen Dialekttext in Kölscher Mundart mit Rock ’n’ Roll und Beat.“

Die Popularität des Liedes, das bei Umfragen neben En unserem Veedel  (zu deutsch: In unserem (Stadt)viertel) auf Platz zwei der beliebtesten Bläck-Fööss-Lieder gewählt wurde, wurde wie folgt erklärt:

„Das ist kein Zufall, denn diese beiden Lieder gehören zu den „Solidaritätsliedern“ der Bläck Fööss, es sind Lieder, deren dialektale Sprache, ein wenig sentimentaler Inhalt, ruhige Komposition und weiches Arrangement bei vielen Kölnern Gemeinschaftsgefühle und Wohlbefinden erzeugen.“

## Spätere Veröffentlichungen
1976 veröffentlichte Rudi Carrell den Titel unter dem Namen Trink doch einen mit. Er hielt sich textlich teilweise an das Original, teilweise verlangte die hochdeutsche Sprache jedoch eine Änderung des Textes.
Im Jahr 2000 nahmen die Bläck Fööss das Stück zusammen mit dem Sänger Daddy Dee in einer Zick Zick eröm genannten Fassung neu auf. Zum 50-jährigen Bestehen der Bläck Fööss brachte die Band auf 5Ö – Das Jubiläumsalbum eine weitere Version mit Wolfgang Niedecken heraus.

## Plagiate
Der koreanische Sänger Jeon In-kwon veröffentlichte eine mutmaßliche Nachahmung des Songs unter dem Titel Don't worry dear. Zunächst wies Jeon den Plagiatsvorwurf zurück und sagte, die Ähnlichkeiten seien „reiner Zufall“. Als die Plagiatsvorwürfe zunahmen, erklärte Jeon, er würde eine Tantiemenvereinbarung mit den Bläck Fööss treffen, falls dies gewünscht werde.